# NGC 3603
NGC 3603 ist ein Emissionsnebel im Sternbild Kiel des Schiffs, der etwa 22.000 Lichtjahre von der Erde entfernt ist. NGC 3603 befindet sich im Sagittarius-Carina-Arm unserer Milchstraße und ist etwa 26.000 Lichtjahre vom Zentrum unserer Galaxie entfernt, etwa gleich weit wie unsere Sonne.
NGC 3603 ist ebenfalls ein offener Sternhaufen, welcher die größte bekannte Häufung von Riesensternen, sogenannte Wolf-Rayet-Sterne, in unserer Milchstraße aufweist. Dieser Sternhaufen ist ein sehr aktives H-II-Gebiet mit sehr jungen Sternen, die etwa 2 Millionen Jahre alt sind. Zum Vergleich: unsere Sonne ist etwa 4,6 Milliarden Jahre alt.
Etwas abseits des offenen Sternhaufens befindet sich der massereiche Stern Sher 25. Auf dem Bild von Hubble rechts oberhalb des Sternhaufens mit einem sichtbaren Ring. Sher 25 ist im Endstadium seines Sternenlebens und wird in einigen 1000 Jahren als Supernova explodieren.
Der Emissionsnebel NGC 3603 wurde am 14. März 1834 vom britischen Astronomen John Herschel entdeckt.
2007 wurde im Emissionsnebel NGC 3603 der bislang einzige Stern entdeckt, dessen Masse mit hoher Genauigkeit zu mehr als 100 Sonnenmassen bestimmt werden konnte. Er wurde von kanadischen Astronomen mit Hilfe des Hubble-Teleskops und der Europäischen Südsternwarte gefunden und kommt auf eine Masse von 114 Sonnenmassen. Er bildet mit einem 84 Sonnenmassen schweren Stern ein Doppelsternsystem (NGC 3603 A1). Für ein weiteres Paar von Sternen (WR 20a) wurden jeweils rund 80 Sonnenmassen berechnet.

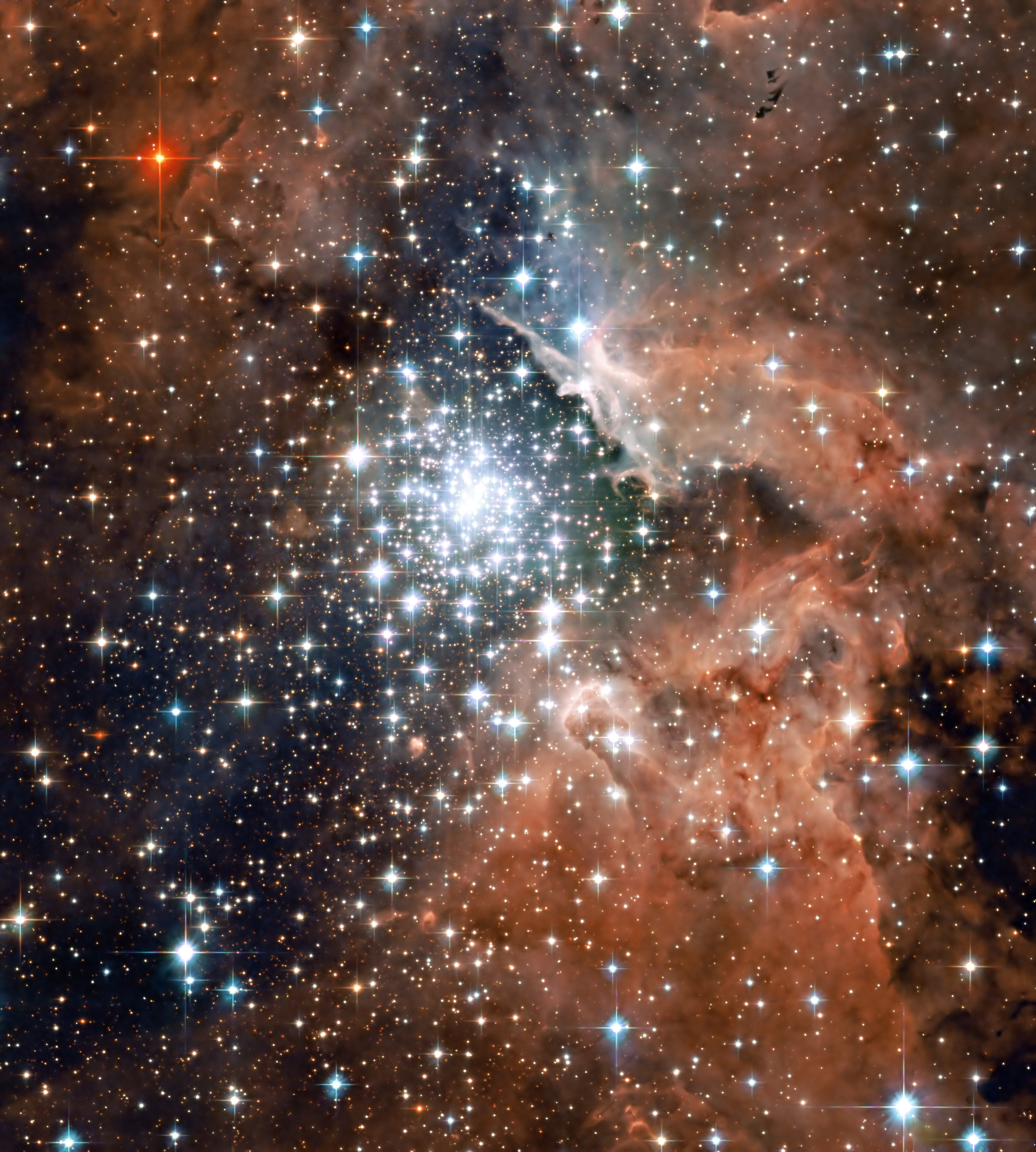
Sternhaufen und umliegender Emissionsnebel von NGC 3603 aufgenommen vom Hubble-Weltraumteleskop
Panoramaaufnahme von NGC 3603 (links) zusammen mit NGC 3576